# 還元利回り
還元利回り（かんげんりまわり）とは、不動産の収益性を表し、収益価格を求めるために用いる利回りの一つである。キャップレートとも呼ばれる。
本項目では、基本的に不動産鑑定評価基準による。

## 還元利回り
直接還元法の収益価格及びDCF法の復帰価格の算定において、一期間の純収益から対象不動産の価格を直接求める際に使用される。還元対象となるのが一期間の純収益であるため、この還元対象となる一期間の純収益の変動予測や価格の変動予測は還元利回りに反映されることとなる。DCF法で用いる割引率に、還元利回りに必要な要素を加味することで、割引率から還元利回りが求められるという関係式が得られる。還元利回り及び割引率は、共に比較可能な他の資産の収益性や金融市場における利回りと密接な関連を有する。
還元利回りを求める方法として、a.類似の不動産との取引事例との比較から求める方法 b.借入金と自己資金に係る還元利回りから求める方法 c.土地と建物に係る還元利回りから求める方法 d.割引率との関係から求める方法 e.借入金償還余裕率の活用による方法、が不動産鑑定評価基準（第7章）では例示されている。詳細は、不動産鑑定評価基準の原典を参照されたいが、不動産鑑定評価基準にこれらの方法が明示されるようになったのは2002年の改正である。上記b.の方法は不動産購入者の資金調達コストに着目したものであり、e.の方法は不動産市場における資金供給者（金融機関等）の視点に重きを置いた方法であり、「不動産と金融の融合」（用語の使用例）も窺える。
還元利回りで還元する純収益には償却前のものと償却後のものとがあるため、還元利回りも償却前の純収益に対応するものと償却後の純収益に対応するものとがある。不動産鑑定評価基準では、償却前の純収益を還元することが原則とされている。

### インデックス
不動産鑑定評価基準では、還元利回りを求める方法については、投資家等の意見や整備された不動産インデックス等の活用も挙げられている。こうした情報については、各種の機関から情報発信が行われている（公的機関の例）。日本の場合、オフィスビル等は比較的情報が整備されているが、更地については一般的に得られる情報は特に見られない。
不動産鑑定評価基準では、借地権、底地、貸家及びその敷地の価格評価においては、取引利回り（取引事例から得られる還元利回り）に留意するものとされている。